# Distretto di Cheb

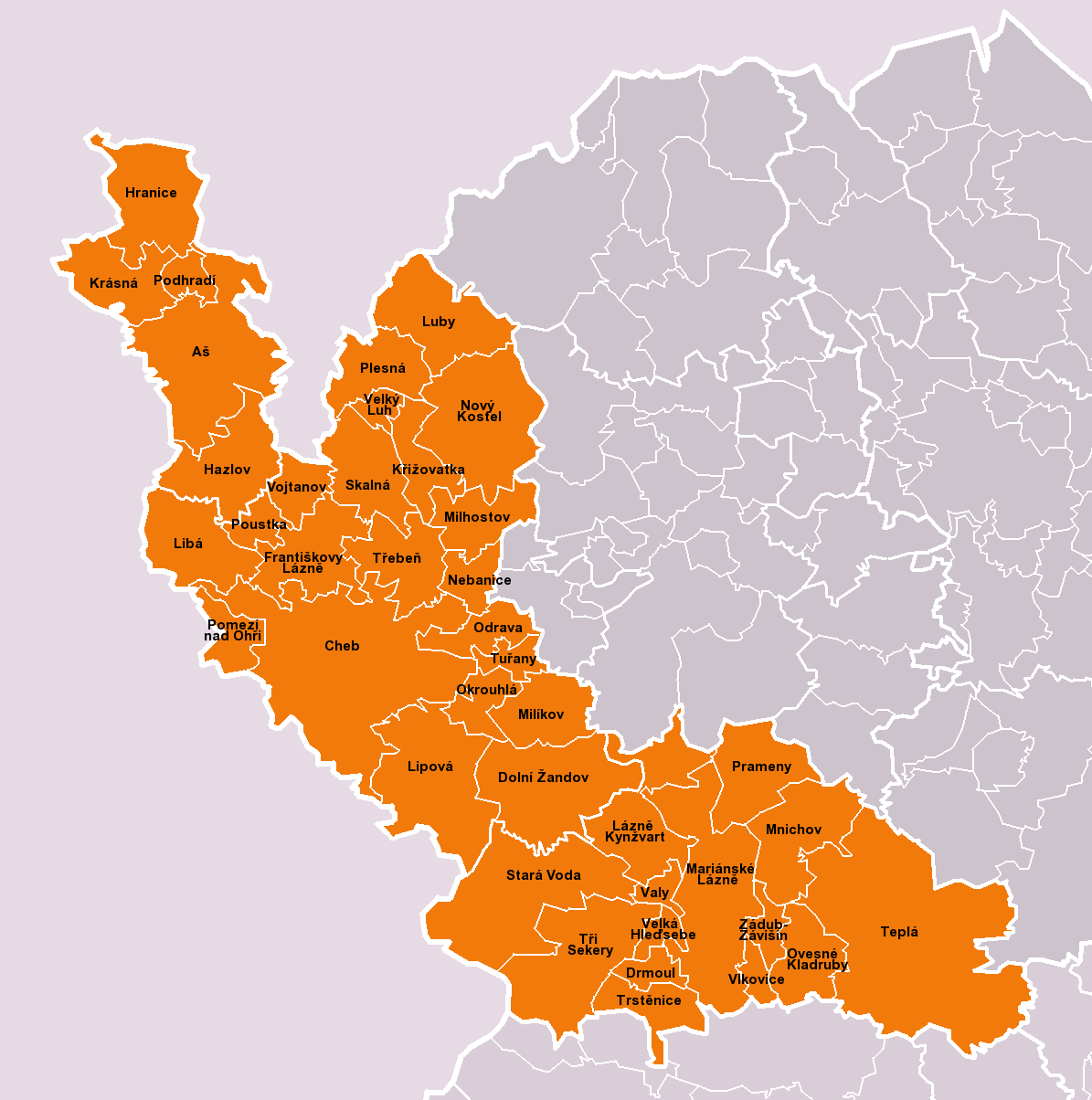
Mappa dei comuni del distretto

Il distretto di Cheb (in ceco okres Cheb) è un distretto della Repubblica Ceca nella regione di Karlovy Vary. Il capoluogo di distretto è la città di Cheb.

## Geografia antropica
Il distretto conta 40 comuni:

### Città
- Aš
- Cheb
- Františkovy Lázně
- Hranice
- Lázně Kynžvart
- Luby
- Mariánské Lázně
- Plesná
- Skalná
- Teplá

### Comuni mercato
- Il distretto non comprende comuni con status di comune mercato.

### Comuni
- Dolní Žandov
- Drmoul
- Hazlov
- Krásná
- Křižovatka
- Libá
- Lipová
- Milhostov
- Milíkov
- Mnichov
- Nebanice
- Nový Kostel
- Odrava
- Okrouhlá
- Ovesné Kladruby
- Podhradí
- Pomezí nad Ohří
- Poustka
- Prameny
- Stará Voda
- Trstěnice
- Třebeň
- Tři Sekery
- Tuřany
- Valy
- Velká Hleďsebe
- Velký Luh
- Vlkovice
- Vojtanov
- Zádub-Závišín